# Boulevard des Anglais
Le boulevard des Anglais est une voie de Nantes, en France.

## Situation et accès
Situé à la limite des quartiers Hauts-Pavés - Saint-Félix, Breil - Barberie et Dervallières - Zola, et constituant une partie des « boulevards de ceinture » nantais, ce boulevard est long de 1,4 km.
Il part du rond-point de Vannes dans le prolongement du boulevard Lelasseur à l'est pour déboucher place Raymond-Poincaré, dans le prolongement du boulevard de la Fraternité. 160 mètres avant cette place, cette voie franchit la Chézine par l'intermédiaire du pont Jules-César. L'ensemble de l'artère est essentiellement bordé par des maisons de ville, par quelques commerces, ainsi que par le parc de Procé dans sa partie méridionale.

## Origine du nom
Il rend hommage aux anglais, alliés de la France lors de la Première Guerre mondiale. 

## Historique
Le boulevard fut construit entre 1875 et 1891, afin de relier la commune de Doulon à celle de Chantenay, l'extrémité sud de la voie atteignant alors la limite administrative de cette dernière. Sur les plans antérieurs à 1900, le boulevard fait partie d'un ensemble d'artères désigné sous le nom de « boulevard de ceinture ». Depuis le 14 mars 1889, son nom était « boulevard de la Chézine », puis l'artère prend son nom actuel à la suite d'une délibération du conseil municipal du 30 décembre 1918. 

## Bâtiments remarquables et lieux de mémoire
Au no 98, la « villa Jeannette » fut construite en 1907 à la demande du photographe nantais Georges Morinet, dans un style mélangeant le néo-gothique et l'Art nouveau par les architectes Ferdinand Ménard et Le Bot. Elle est classée monument historique depuis le 4 mai 2017.